# Llista de monuments de la Selva
|  | No s'ha de confondre amb Llista de monuments de Selva. |

Llista de monuments de la Selva inclosos en l'Inventari del Patrimoni Arquitectònic Català per la comarca de la Selva. Inclou els inscrits en el Registre de Béns Culturals d'Interès Nacional (BCIN) amb una classificació arquitectònica, els Béns Culturals d'Interès Local (BCIL) de caràcter immoble i la resta de béns arquitectònics integrants del patrimoni cultural català.

## Amer
Vegeu la llista de monuments d'Amer

## Anglès
Vegeu la llista de monuments d'Anglès

## Arbúcies
Vegeu la llista de monuments d'Arbúcies

## Blanes
Vegeu la llista de monuments de Blanes

## Breda
Vegeu la llista de monuments de Breda

## Brunyola i Sant Martí Sapresa
| Monument                                           | Protecció   | Estil/època                           | Localització                                  | Coordenades                                          | Codi?         | Imatge |
| -------------------------------------------------- | ----------- | ------------------------------------- | --------------------------------------------- | ---------------------------------------------------- | ------------- | --- |
| Castell de Brunyola                                | BCIN 559-MH | Gòtic X, XV, XX Final                 | Brunyola i Sant Martí Sapresa Pl. de Brunyola | 41° 54′ 17″ N, 2° 41′ 04″ E / 41.904747°N,2.684474°E | RI-51-0005820 | Castell de Brunyola (Brunyola i Sant Martí Sapresa) · Vegeu més fotos d'aquest monument · Carregueu una nova foto d'aquest monument                     |
| Església de Sant Fruitós                           |             | Obra popular XVI, XX                  | Brunyola i Sant Martí Sapresa Pl. de Brunyola | 41° 54′ 16″ N, 2° 41′ 04″ E / 41.9045°N,2.68457°E    | IPA-26706     | Església de Sant Fruitós (Brunyola i Sant Martí Sapresa) · Vegeu més fotos d'aquest monument · Carregueu una nova foto d'aquest monument                |
| Can Font, o Can Font de Brunyola                   |             | Obra popular XVIII                    | Brunyola i Sant Martí Sapresa                 | 41° 54′ 15″ N, 2° 41′ 02″ E / 41.90426°N,2.68388°E   | IPA-26707     | Can Font (Brunyola i Sant Martí Sapresa) · Vegeu més fotos d'aquest monument · Carregueu una nova foto d'aquest monument                                |
| Can Mau, o Hostal de Can Mau                       |             | Obra popular XVIII                    | Brunyola i Sant Martí Sapresa Pl. de Bruyola  | 41° 54′ 16″ N, 2° 41′ 03″ E / 41.90432°N,2.68416°E   | IPA-26709     | Can Mau (Brunyola i Sant Martí Sapresa) · Vegeu més fotos d'aquest monument · Carregueu una nova foto d'aquest monument                                 |
| Església de Sant Martí Sapresa                     |             | Obra popular XI, XVII, XVIII, XIX, XX | Brunyola i Sant Martí Sapresa                 | 41° 55′ 33″ N, 2° 39′ 02″ E / 41.92588°N,2.65069°E   | IPA-33448     | Església de Sant Martí Sapresa (Brunyola i Sant Martí Sapresa) · Vegeu més fotos d'aquest monument · Carregueu una nova foto d'aquest monument          |
| Can Tarrús                                         |             | Obra popular XVI, XX, XXI Inici       | Brunyola i Sant Martí Sapresa                 | 41° 54′ 57″ N, 2° 41′ 33″ E / 41.91579°N,2.6924°E    | IPA-33449     | Carregueu una nova foto d'aquest monument |
| Can Moixac                                         |             | Obra popular XVII, XX, XXI Inici      | Brunyola i Sant Martí Sapresa                 | 41° 54′ 04″ N, 2° 38′ 26″ E / 41.90116°N,2.64054°E   | IPA-33450     | Carregueu una nova foto d'aquest monument |
| Can Borra                                          |             | Obra popular XVIII, XX, XXI Inici     | Brunyola i Sant Martí Sapresa                 | 41° 55′ 05″ N, 2° 42′ 53″ E / 41.91803°N,2.71464°E   | IPA-33451     | Carregueu una nova foto d'aquest monument |
| Can Roure                                          |             | Obra popular XVIII, XXI Inici         | Brunyola i Sant Martí Sapresa                 | 41° 54′ 15″ N, 2° 42′ 32″ E / 41.90418°N,2.709°E     | IPA-33452     | Can Roure (Brunyola i Sant Martí Sapresa) · Vegeu més fotos d'aquest monument · Carregueu una nova foto d'aquest monument                               |
| Can Formiga                                        |             | Obra popular XVIII, XXI Inici         | Brunyola i Sant Martí Sapresa                 | 41° 53′ 28″ N, 2° 40′ 52″ E / 41.89109°N,2.68115°E   | IPA-33453     | Carregueu una nova foto d'aquest monument |
| Can Riera d'Avall                                  |             | Obra popular XVII, XX, XXI Inici      | Brunyola i Sant Martí Sapresa                 | 41° 55′ 06″ N, 2° 39′ 18″ E / 41.91847°N,2.65511°E   | IPA-33454     | Carregueu una nova foto d'aquest monument |
| Can Jaques de Dalt                                 |             | Obra popular XVI, XX, XXI Inici       | Brunyola i Sant Martí Sapresa                 | 41° 54′ 29″ N, 2° 39′ 13″ E / 41.90797°N,2.65355°E   | IPA-33455     | Carregueu una nova foto d'aquest monument |
| Mas Parés                                          |             | Obra popular, noucentisme XIV, XX     | Brunyola i Sant Martí Sapresa                 | 41° 55′ 07″ N, 2° 39′ 03″ E / 41.91856°N,2.65089°E   | IPA-33456     | Mas Parés (Brunyola i Sant Martí Sapresa) · Vegeu més fotos d'aquest monument · Carregueu una nova foto d'aquest monument                               |
| Ca l'Horta del Puig                                |             | Obra popular XVII, XX, XXI Inici      | Brunyola i Sant Martí Sapresa                 | 41° 54′ 08″ N, 2° 39′ 34″ E / 41.90227°N,2.65933°E   | IPA-33457     | Carregueu una nova foto d'aquest monument |
| Castell Vell                                       |             | Obra popular Medieval                 | Brunyola i Sant Martí Sapresa                 | 41° 54′ 19″ N, 2° 40′ 16″ E / 41.90537°N,2.67098°E   | IPA-33458     | Castell Vell (Brunyola i Sant Martí Sapresa) · Vegeu més fotos d'aquest monument · Carregueu una nova foto d'aquest monument                            |
| Ermita de Sant Romà, o Capella de Sant Romà        |             | Romànic, obra popular X, XX           | Brunyola i Sant Martí Sapresa Sant Romà       | 41° 55′ 41″ N, 2° 41′ 53″ E / 41.92799°N,2.698°E     | IPA-33459     | Ermita de Sant Romà (Brunyola i Sant Martí Sapresa) · Vegeu més fotos d'aquest monument · Carregueu una nova foto d'aquest monument                     |
| Can Salló, o Mas Salló d'Armadans                  |             | Obra popular XIX                      | Brunyola i Sant Martí Sapresa                 | 41° 55′ 40″ N, 2° 41′ 56″ E / 41.92785°N,2.69878°E   | IPA-33460     | Can Salló (Brunyola i Sant Martí Sapresa) · Vegeu més fotos d'aquest monument · Carregueu una nova foto d'aquest monument                               |
| Can Rosell, o Mas Rosell, Mas Rossell d'Armadans   |             | Obra popular, noucentisme XVIII, XX   | Brunyola i Sant Martí Sapresa                 | 41° 55′ 28″ N, 2° 39′ 08″ E / 41.92449°N,2.65216°E   | IPA-33461     | Can Rosell (Brunyola i Sant Martí Sapresa) · Vegeu més fotos d'aquest monument · Carregueu una nova foto d'aquest monument                              |
| Can Pla, o Pla d'Avall, Pla del Molí               |             | Obra popular XVI, XIX                 | Brunyola i Sant Martí Sapresa                 | 41° 54′ 35″ N, 2° 40′ 25″ E / 41.90978°N,2.67355°E   | IPA-33462     | Carregueu una nova foto d'aquest monument |
| Ca n'Oller, o Can Grau, Oller de Ridorta           |             | Obra popular XVI, XIX                 | Brunyola i Sant Martí Sapresa                 | 41° 54′ 28″ N, 2° 40′ 14″ E / 41.90766°N,2.67064°E   | IPA-33463     | Ca n'Oller (Brunyola i Sant Martí Sapresa) · Vegeu més fotos d'aquest monument · Carregueu una nova foto d'aquest monument                              |
| Ca l'Horta del Molí, o Mas Horta del Molí          |             | Obra popular XVIII                    | Brunyola i Sant Martí Sapresa                 | 41° 54′ 37″ N, 2° 39′ 49″ E / 41.91014°N,2.66349°E   | IPA-33464     | Carregueu una nova foto d'aquest monument |
| Ermita de la Mare de Déu de Serrallonga            |             | Obra popular XIV, XVIII               | Brunyola i Sant Martí Sapresa                 | 41° 53′ 01″ N, 2° 41′ 58″ E / 41.88364°N,2.69932°E   | IPA-33465     | Ermita de la Mare de Déu de Serrallonga (Brunyola i Sant Martí Sapresa) · Vegeu més fotos d'aquest monument · Carregueu una nova foto d'aquest monument |
| L'Hostal de Baix, o l'Hostal de Baix de Sant Martí |             | Obra popular XVIII                    | Brunyola i Sant Martí Sapresa                 | 41° 55′ 01″ N, 2° 39′ 18″ E / 41.91705°N,2.65507°E   | IPA-33466     | Carregueu una nova foto d'aquest monument |
| Can Devesa Vell, o Mas Devesa de Ridorta           |             | Obra popular XVII                     | Brunyola i Sant Martí Sapresa                 | 41° 54′ 45″ N, 2° 42′ 27″ E / 41.91259°N,2.70759°E   | IPA-33467     | Carregueu una nova foto d'aquest monument |

## Caldes de Malavella
Vegeu la llista de monuments de Caldes de Malavella

## La Cellera de Ter
Vegeu la llista de monuments de la Cellera de Ter

## Fogars de la Selva
| Monument                                                                  | Protecció    | Estil/època                      | Localització                             | Coordenades                                          | Codi?     | Imatge |
| ------------------------------------------------------------------------- | ------------ | -------------------------------- | ---------------------------------------- | ---------------------------------------------------- | --------- | --- |
| Torre d'en Gelmar                                                         | BCIN 4130-MH | Medieval                         | Fogars de la Selva                       | 41° 44′ 02″ N, 2° 41′ 37″ E / 41.733837°N,2.693541°E | IPA-33425 | Carregueu una nova foto d'aquest monument |
| Can Coll                                                                  |              | Obra popular XIX Final           | Fogars de la Selva                       | 41° 43′ 37″ N, 2° 38′ 07″ E / 41.7269°N,2.63521°E    | IPA-26711 | Carregueu una nova foto d'aquest monument |
| Pallissa de Can Serra                                                     | BCIL 2013    | Obra popular XIV-XX              | Fogars de la Selva                       | 41° 43′ 24″ N, 2° 37′ 45″ E / 41.72341°N,2.6291°E    | IPA-26712 | Carregueu una nova foto d'aquest monument |
| Can Segrer                                                                |              | Obra popular, gòtic tardà XVI    | Fogars de la Selva                       | 41° 43′ 38″ N, 2° 38′ 25″ E / 41.72715°N,2.64029°E   | IPA-26714 | Carregueu una nova foto d'aquest monument |
| Can Vidal                                                                 |              | Obra popular, gòtic tardà XVI    | Fogars de la Selva                       | 41° 44′ 11″ N, 2° 40′ 00″ E / 41.73635°N,2.66667°E   | IPA-26715 | Can Vidal (Fogars de la Selva) · Vegeu més fotos d'aquest monument · Carregueu una nova foto d'aquest monument                                        |
| Casilla dels Peons                                                        |              | Obra popular XX                  | Fogars de la Selva Casilla dels Peons    | 41° 44′ 25″ N, 2° 41′ 50″ E / 41.7402°N,2.69711°E    | IPA-26718 | Carregueu una nova foto d'aquest monument |
| Pont de la riera de la Terra Negra                                        |              | Obra popular XIX                 | Fogars de la Selva                       | 41° 44′ 18″ N, 2° 40′ 39″ E / 41.73822°N,2.67763°E   | IPA-26720 | Pont de la riera de la Terra Negra (Fogars de la Selva) · Vegeu més fotos d'aquest monument · Carregueu una nova foto d'aquest monument               |
| Can Riereta                                                               |              | Obra popular XVII                | Fogars de la Selva                       | 41° 42′ 47″ N, 2° 36′ 32″ E / 41.71307°N,2.60889°E   | IPA-26721 | Carregueu una nova foto d'aquest monument |
| Can Mulera                                                                |              | Obra popular XVIII               | Fogars de la Selva                       | 41° 43′ 01″ N, 2° 36′ 51″ E / 41.71703°N,2.61405°E   | IPA-26724 | Carregueu una nova foto d'aquest monument |
| Can Segalar                                                               |              | Obra popular XVII                | Fogars de la Selva                       | 41° 43′ 23″ N, 2° 37′ 22″ E / 41.72318°N,2.62289°E   | IPA-26725 | Carregueu una nova foto d'aquest monument |
| Can Forn                                                                  |              | Obra popular XVI, XIX, XXI Inici | Fogars de la Selva                       | 41° 42′ 37″ N, 2° 36′ 21″ E / 41.71022°N,2.60578°E   | IPA-26726 | Carregueu una nova foto d'aquest monument |
| La Casa Blanca                                                            |              | Obra popular XVII, XXI Inici     | Fogars de la Selva                       | 41° 44′ 17″ N, 2° 38′ 32″ E / 41.73803°N,2.64209°E   | IPA-26727 | Carregueu una nova foto d'aquest monument |
| Ca l'Hivern, o la Torre                                                   |              | Obra popular XVI, XIX            | Fogars de la Selva                       | 41° 43′ 28″ N, 2° 37′ 01″ E / 41.72435°N,2.61694°E   | IPA-26729 | Carregueu una nova foto d'aquest monument |
| Can Roca                                                                  |              | Obra popular XVII, XIX Mitjan    | Fogars de la Selva                       | 41° 44′ 07″ N, 2° 40′ 23″ E / 41.73523°N,2.67305°E   | IPA-26730 | Carregueu una nova foto d'aquest monument |
| La Torre Blanca                                                           |              | Obra popular XIX Final           | Fogars de la Selva                       | 41° 44′ 18″ N, 2° 38′ 27″ E / 41.73846°N,2.64085°E   | IPA-26731 | Carregueu una nova foto d'aquest monument |
| Església de Sant Andreu de Ramió                                          | BCIL 2013    | Romànic XII, XVIII, XX           | Fogars de la Selva                       | 41° 42′ 44″ N, 2° 36′ 35″ E / 41.71216°N,2.60974°E   | IPA-26732 | Església de Sant Andreu de Ramió (Fogars de la Selva) · Vegeu més fotos d'aquest monument · Carregueu una nova foto d'aquest monument                 |
| Rectoria de Sant Andreu de Ramió, o Casa de Colònies de Ramió             |              | Obra popular XVII, XX Final      | Fogars de la Selva                       | 41° 42′ 44″ N, 2° 36′ 36″ E / 41.71231°N,2.61°E      | IPA-26733 | Carregueu una nova foto d'aquest monument |
| Església de Sant Corneli i Cebrià                                         | BCIL 2013    | Gòtic tardà X, XVI, XX Final     | Fogars de la Selva                       | 41° 44′ 21″ N, 2° 40′ 48″ E / 41.73918°N,2.67989°E   | IPA-26734 | Església de Sant Corneli i Cebrià (Fogars de la Selva) · Vegeu més fotos d'aquest monument · Carregueu una nova foto d'aquest monument                |
| Rectoria de Sant Cebrià, o Cal Masover                                    |              | Obra popular XVIII, XX Final     | Fogars de la Selva                       | 41° 44′ 21″ N, 2° 40′ 49″ E / 41.73903°N,2.68029°E   | IPA-26735 | Rectoria de Sant Cebrià (Fogars de la Selva) · Vegeu més fotos d'aquest monument · Carregueu una nova foto d'aquest monument                          |
| Can Llobet, o Can Llobet de Dalt                                          |              | Obra popular XVII                | Fogars de la Selva                       | 41° 44′ 00″ N, 2° 40′ 04″ E / 41.73347°N,2.6677°E    | IPA-26736 | Carregueu una nova foto d'aquest monument |
| Santuari de la Mare de Déu de la Serra                                    | BCIL 2013    | Obra popular XIII, XVII          | Fogars de la Selva                       | 41° 43′ 29″ N, 2° 37′ 42″ E / 41.72463°N,2.62831°E   | IPA-26737 | Santuari de la Mare de Déu de la Serra (Fogars de la Selva) · Vegeu més fotos d'aquest monument · Carregueu una nova foto d'aquest monument           |
| Can Planes, o Can Planes de Baix, Can Planes del Mig i Can Planes de Munt |              | Obra popular XVI                 | Fogars de la Selva                       | 41° 43′ 47″ N, 2° 39′ 58″ E / 41.72981°N,2.66623°E   | IPA-26738 | Carregueu una nova foto d'aquest monument |
| Can Carreter                                                              |              | Obra popular XVII, XX Final      | Fogars de la Selva                       | 41° 43′ 58″ N, 2° 39′ 52″ E / 41.73291°N,2.66441°E   | IPA-26739 | Carregueu una nova foto d'aquest monument |
| Pont de la riera de Santa Coloma                                          |              | Arquitectura del ferro XX Inici  | Fogars de la Selva i Maçanet de la Selva | 41° 44′ 43″ N, 2° 40′ 11″ E / 41.74514°N,2.66981°E   | IPA-33422 | Carregueu una nova foto d'aquest monument |
| Can Simon                                                                 |              | Obra popular XVI, XXI            | Fogars de la Selva                       | 41° 44′ 20″ N, 2° 41′ 24″ E / 41.73894°N,2.68989°E   | IPA-33424 | Carregueu una nova foto d'aquest monument |
| Can Mainou                                                                |              | Obra popular XVII, XXI Inici     | Fogars de la Selva                       | 41° 43′ 11″ N, 2° 36′ 57″ E / 41.7196°N,2.61575°E    | IPA-33426 | Carregueu una nova foto d'aquest monument |
| Can Bruguera                                                              |              | Obra popular XVII                | Fogars de la Selva                       | 41° 42′ 25″ N, 2° 36′ 22″ E / 41.70704°N,2.60624°E   | IPA-33427 | Carregueu una nova foto d'aquest monument |
| Ca l'Oller                                                                |              | Obra popular XVI                 | Fogars de la Selva                       | 41° 43′ 14″ N, 2° 36′ 44″ E / 41.72063°N,2.61229°E   | IPA-33428 | Carregueu una nova foto d'aquest monument |
| Torre de telegrafia del Turó Grós de Terra Negra, Torre de Can Planes     |              | XIX                              | Fogars de la Selva Al sud-oest del nucli | 41° 43′ 29″ N, 2° 39′ 14″ E / 41.724636°N,2.653764°E | IPA-47893 | Torre de telegrafia del Turó Grós de Terra Negra (Fogars de la Selva) · Vegeu més fotos d'aquest monument · Carregueu una nova foto d'aquest monument |

## Hostalric
Vegeu la llista de monuments d'Hostalric

## Lloret de Mar
Vegeu la llista de monuments de Lloret de Mar

## Maçanet de la Selva
Vegeu la llista de monuments de Maçanet de la Selva

## Massanes
| Monument                                                  | Protecció | Estil/època                            | Localització                                                                                | Coordenades                                          | Codi?     | Imatge |
| --------------------------------------------------------- | --------- | -------------------------------------- | ------------------------------------------------------------------------------------------- | ---------------------------------------------------- | --------- | --- |
| Església parroquial de Sant Esteve                        |           | Romànic, neoclassicisme XII, XVIII, XX | Massanes Pl. de Catalunya                                                                   | 41° 45′ 57″ N, 2° 39′ 06″ E / 41.76577°N,2.65159°E   | IPA-26914 | Església parroquial de Sant Esteve (Massanes) · Vegeu més fotos d'aquest monument · Carregueu una nova foto d'aquest monument |
| Ermita de Sant Roc                                        |           | Obra popular XV, XVII                  | Massanes Ctra. GI-555 Massanes, just a la sortida del nucli, trencall a l'esquerra          | 41° 45′ 50″ N, 2° 39′ 22″ E / 41.76393°N,2.6562°E    | IPA-26915 | Ermita de Sant Roc (Massanes) · Vegeu més fotos d'aquest monument · Carregueu una nova foto d'aquest monument                 |
| Rectoria Vella                                            |           | Obra popular XVII, XVIII, XX           | Massanes Pl. de Catalunya, 2                                                                | 41° 45′ 57″ N, 2° 39′ 07″ E / 41.7657°N,2.65186°E    | IPA-26916 | Rectoria Vella (Massanes) · Vegeu més fotos d'aquest monument · Carregueu una nova foto d'aquest monument                     |
| Antigues Escoles Públiques de Massanes                    |           | Obra popular XX                        | Massanes C. Major, 1                                                                        | 41° 46′ 00″ N, 2° 39′ 06″ E / 41.76655°N,2.65167°E   | IPA-26918 | Antigues Escoles Públiques (Massanes) · Vegeu més fotos d'aquest monument · Carregueu una nova foto d'aquest monument         |
| Can Fonolleda                                             |           | Gòtic, obra popular XVI, XIX           | Massanes Trencall esquerra ctra. a Girona, molt a prop via TGV, urb. Sant Roc               | 41° 45′ 52″ N, 2° 40′ 06″ E / 41.76454°N,2.6684°E    | IPA-26920 | Carregueu una nova foto d'aquest monument                                                                                     |
| Masoveria del Mas de Quadras                              |           | Obra popular, gòtic XVI                | Massanes Trencall a l'esquerra de la carretera al nucli de Massanes                         | 41° 45′ 21″ N, 2° 39′ 29″ E / 41.75574°N,2.65806°E   | IPA-26923 | Masoveria del Mas de Quadres (Massanes) · Vegeu més fotos d'aquest monument · Carregueu una nova foto d'aquest monument       |
| Can Cambrerol                                             |           | Obra popular XVIII, XIX                | Massanes Ctra. GI-555 Massanes-Girona, trencall esquerra                                    | 41° 45′ 56″ N, 2° 39′ 44″ E / 41.76561°N,2.66216°E   | IPA-26924 | Carregueu una nova foto d'aquest monument                                                                                     |
| Hostal Maçanet-Massanes, o Hostal Can Privat de l'Empalme |           | Neoclassicisme XIX Final, XX Inici     | Massanes Estació, 4                                                                         | 41° 46′ 29″ N, 2° 40′ 25″ E / 41.77479°N,2.6736°E    | IPA-26928 | Hostal Maçanet-Massanes (Massanes) · Vegeu més fotos d'aquest monument · Carregueu una nova foto d'aquest monument            |
| Masoveria de Can Ramilans                                 |           | Gòtic tardà, obra popular XVI, XIX     | Massanes Trencall esquerra ctra. a Girona, davant trencall barri Empalme                    | 41° 46′ 35″ N, 2° 39′ 22″ E / 41.77635°N,2.65609°E   | IPA-26931 | Carregueu una nova foto d'aquest monument                                                                                     |
| Can Gurrumbau                                             |           | Obra popular XIX                       | Massanes Ctra. al barri Rieral, trencall dreta abans Pont Penjant                           | 41° 46′ 54″ N, 2° 39′ 27″ E / 41.78169°N,2.65748°E   | IPA-26935 | Carregueu una nova foto d'aquest monument                                                                                     |
| Casa Nova d'en March                                      |           | Obra popular XIX                       | Massanes Ctra. GI-555 a Girona, al costat esquerre de la carretera, als límits de Massanes  | 41° 46′ 51″ N, 2° 40′ 27″ E / 41.78089°N,2.6741°E    | IPA-26938 | Carregueu una nova foto d'aquest monument                                                                                     |
| Cal Ferrer Pagès                                          |           | Obra popular XIX                       | Massanes Ctra. Massanes - Sant Feliu de Buixalleu, al costat esquerre                       | 41° 46′ 11″ N, 2° 38′ 21″ E / 41.76964°N,2.63929°E   | IPA-26942 | Carregueu una nova foto d'aquest monument                                                                                     |
| Can Malràs                                                |           | Obra popular XVIII                     | Massanes Ctra. Massanes - Sant Feliu de Buixalleu, al costat esquerre                       | 41° 46′ 09″ N, 2° 38′ 28″ E / 41.76906°N,2.64116°E   | IPA-26943 | Carregueu una nova foto d'aquest monument                                                                                     |
| Can Gispert                                               |           | Obra popular XVIII, XX                 | Massanes Trencall a l'esquerra del polígon industrial Tià Camps                             | 41° 44′ 55″ N, 2° 38′ 47″ E / 41.74855°N,2.64637°E   | IPA-26945 | Carregueu una nova foto d'aquest monument                                                                                     |
| Can Marquès                                               |           | Obra popular XVII, XIX                 | Massanes Ctra Massanes-Hostalric, trencall esquerra direcció St. Feliu Buixalleu            | 41° 45′ 28″ N, 2° 38′ 06″ E / 41.75784°N,2.63503°E   | IPA-26947 | Carregueu una nova foto d'aquest monument                                                                                     |
| Casa Nova del Mas Thos                                    |           | Obra popular XX Mitjan                 | Massanes Trencall esquerra ctra. a Girona, davant trencall estació tren                     | 41° 46′ 31″ N, 2° 39′ 29″ E / 41.77518°N,2.658°E     | IPA-33650 | Carregueu una nova foto d'aquest monument                                                                                     |
| Can Regàs                                                 |           | Obra popular XIII, XIX                 | Massanes Just a la sortida del nucli, direcció barri del Marquès, trencall a la dreta       | 41° 46′ 02″ N, 2° 39′ 00″ E / 41.76709°N,2.64999°E   | IPA-33653 | Carregueu una nova foto d'aquest monument                                                                                     |
| Pont Penjat, o Pont Penjant                               |           | Arquitectura del ferro XX Inici        | Massanes Esquerra ctra. Riuclar, abans trencall a Can Nan                                   | 41° 46′ 43″ N, 2° 39′ 17″ E / 41.77853°N,2.65463°E   | IPA-33656 | Carregueu una nova foto d'aquest monument                                                                                     |
| Forn de Can Thos                                          |           | Obra popular XIX                       | Massanes Molt a prop de la Masia de Can Ramilans, dins propietat Can Thos                   | 41° 46′ 34″ N, 2° 39′ 25″ E / 41.77608°N,2.65685°E   | IPA-33657 | Carregueu una nova foto d'aquest monument                                                                                     |
| Casa Nova d'en Marquès                                    |           | Obra popular XVIII                     | Massanes Al costat Polígon Tià-Camps, dins bosc Eucaliptus, direcció restaurant Gispert     | 41° 44′ 51″ N, 2° 39′ 04″ E / 41.74757°N,2.65103°E   | IPA-33658 | Carregueu una nova foto d'aquest monument                                                                                     |
| Casa Nova d'en Cambrerol                                  |           | Obra popular XVIII                     | Massanes Barri Collfornic, 12, trencall esquerra ctra. Girona, costat restaurant Collfornic |                                                      | IPA-33659 | Carregueu una nova foto d'aquest monument                                                                                     |
| Forn d'en Soler                                           |           | Obra popular XIX, XX                   | Massanes Camí que surt del polígon Can Tià Camps en direcció nord, trencall a l'esquerra    | 41° 46′ 21″ N, 2° 37′ 16″ E / 41.77241°N,2.62119°E   | IPA-33718 | Carregueu una nova foto d'aquest monument                                                                                     |
| Mas de Quadras                                            |           | Historicisme, modernisme               | Massanes Cambrerol                                                                          | 41° 45′ 22″ N, 2° 39′ 32″ E / 41.75622°N,2.65901°E   | IPA-26921 | Mas de Quadras (Massanes) · Vegeu més fotos d'aquest monument · Carregueu una nova foto d'aquest monument                     |
| Mas Coll                                                  |           | Obra popular XVIII                     | Massanes Cambrerol                                                                          | 41° 46′ 03″ N, 2° 39′ 18″ E / 41.76759°N,2.65493°E   | IPA-33717 | Carregueu una nova foto d'aquest monument                                                                                     |
| Cal Ferrer, o Ca l'Estol                                  |           | Obra popular XVIII, XX                 | Massanes Collfornic                                                                         | 41° 45′ 05″ N, 2° 39′ 52″ E / 41.75151°N,2.66448°E   | IPA-26950 | Carregueu una nova foto d'aquest monument                                                                                     |
| Mas Ferran                                                |           | Obra popular XVII, XX                  | Massanes Cambrerol                                                                          | 41° 45′ 39″ N, 2° 39′ 28″ E / 41.76092°N,2.65775°E   | IPA-26925 | Carregueu una nova foto d'aquest monument                                                                                     |
| Can Gabriel                                               |           | Obra popular XVIII, XX                 | Massanes El Marquès                                                                         | 41° 45′ 51″ N, 2° 38′ 39″ E / 41.76404°N,2.64404°E   | IPA-26940 | Carregueu una nova foto d'aquest monument                                                                                     |
| Can Barnei                                                |           | Moviment Modern XX                     | Massanes El Marquès                                                                         | 41° 45′ 24″ N, 2° 38′ 36″ E / 41.756704°N,2.643273°E | IPA-26941 | Carregueu una nova foto d'aquest monument                                                                                     |
| Mas Managrell                                             |           | Obra popular XVI                       | Massanes El Marquès                                                                         | 41° 45′ 17″ N, 2° 38′ 22″ E / 41.75472°N,2.63938°E   | IPA-26946 | Carregueu una nova foto d'aquest monument                                                                                     |
| Can Ramilans                                              |           | Eclecticisme XIX, XX                   | Massanes El Rieral                                                                          | 41° 46′ 36″ N, 2° 39′ 21″ E / 41.77664°N,2.65576°E   | IPA-26930 | Carregueu una nova foto d'aquest monument                                                                                     |
| Can Mallorca del Bosc, o Casa del Bosc                    |           | Obra popular XIX, XX                   | Massanes El Rieral                                                                          | 41° 48′ 02″ N, 2° 38′ 58″ E / 41.80042°N,2.64951°E   | IPA-26933 | Carregueu una nova foto d'aquest monument                                                                                     |
| Can Thos                                                  |           | Obra popular XIII, XVI, XVII, XX       | Massanes El Rieral                                                                          | 41° 46′ 31″ N, 2° 39′ 29″ E / 41.77519°N,2.65804°E   | IPA-26934 | Carregueu una nova foto d'aquest monument                                                                                     |
| Can Molins                                                |           | Obra popular XVII, XVIII               | Massanes El Rieral                                                                          | 41° 46′ 36″ N, 2° 38′ 45″ E / 41.77661°N,2.64591°E   | IPA-26937 | Carregueu una nova foto d'aquest monument                                                                                     |
| Església de Sant Josep Obrer                              |           | Moviment Modern XX                     | Massanes L'Empalme                                                                          | 41° 46′ 27″ N, 2° 40′ 23″ E / 41.77409°N,2.67315°E   | IPA-26927 | Església de Sant Josep Obrer (Massanes) · Vegeu més fotos d'aquest monument · Carregueu una nova foto d'aquest monument       |
| Cases de l'Empalme                                        |           | Eclecticisme XIX Final                 | Massanes L'Empalme, al costat de l'església de Sant Josep Obrer                             | 41° 46′ 27″ N, 2° 40′ 23″ E / 41.77415°N,2.67315°E   | IPA-33655 | Cases de l'Empalme (Massanes) · Vegeu més fotos d'aquest monument · Carregueu una nova foto d'aquest monument                 |
| Can Marc                                                  |           | Obra popular XVIII                     | Massanes Barri del Rieral, 15                                                               | 41° 46′ 33″ N, 2° 39′ 10″ E / 41.77575°N,2.65264°E   | IPA-33652 | Carregueu una nova foto d'aquest monument                                                                                     |

## Osor
Vegeu la llista de monuments d'Osor

## Riells i Viabrea
| Monument                                    | Protecció    | Estil/època                                  | Localització                                                          | Coordenades                                             | Codi?     | Imatge |
| ------------------------------------------- | ------------ | -------------------------------------------- | --------------------------------------------------------------------- | ------------------------------------------------------- | --------- | --- |
| Torre d'en Pega, o Castell de Riells        | BCIN 1363-MH | Romànic XI-XIII                              | Riells i Viabrea Can Pega                                             | 41° 45′ 50″ N, 2° 32′ 14″ E / 41.763814°N,2.537191°E    | IPA-1535  | Carregueu una nova foto d'aquest monument |
| Can Pijaume, o Can Pi, Restaurant Pijaume   | BCIL 2014    | Obra popular XVIII, XX                       | Riells i Viabrea                                                      | 41° 44′ 16″ N, 2° 33′ 38″ E / 41.73765°N,2.56048°E      | IPA-26954 | Carregueu una nova foto d'aquest monument |
| Ajuntament de Riells i Viabrea, o Can Salvà | BCIL 2014    | Obra popular XIX-XX                          | Riells i Viabrea Pl. de la Vila, 1                                    | 41° 43′ 30″ N, 2° 33′ 30″ E / 41.72491°N,2.5582°E       | IPA-26955 | Ajuntament de Riells i Viabrea · Vegeu més fotos d'aquest monument · Carregueu una nova foto d'aquest monument                                 |
| Ermita de Sant Llop i Sant Esteve           | BCIL 2014    | Romànic XIII, XVI                            | Riells i Viabrea C. de l'Ermita                                       | 41° 44′ 49″ N, 2° 32′ 25″ E / 41.74685°N,2.54035°E      | IPA-26957 | Ermita de Sant Llop i Sant Esteve (Riells i Viabrea) · Vegeu més fotos d'aquest monument · Carregueu una nova foto d'aquest monument           |
| Hostal Bell-lloc, o Can Ferrer              | BCIL 2014    | Obra popular XVIII, XX                       | Riells i Viabrea Pl. de l'Església                                    | 41° 46′ 35″ N, 2° 30′ 47″ E / 41.77647°N,2.51305°E      | IPA-26958 | Carregueu una nova foto d'aquest monument |
| Casa Nova de Fogueres                       | BCIL 2014    | Obra popular XVIII-XIX                       | Riells i Viabrea                                                      | 41° 45′ 51″ N, 2° 31′ 58″ E / 41.76423°N,2.53269°E      | IPA-26959 | Carregueu una nova foto d'aquest monument |
| Can Pega                                    | BCIL 2014    | Obra popular XVI-XIX, XX                     | Riells i Viabrea                                                      | 41° 45′ 52″ N, 2° 32′ 10″ E / 41.76455°N,2.53601°E      | IPA-26960 | Carregueu una nova foto d'aquest monument |
| Can Roig                                    | BCIL 2014    | Obra popular XV, XX                          | Riells i Viabrea                                                      | 41° 46′ 09″ N, 2° 31′ 13″ E / 41.76907°N,2.52022°E      | IPA-26961 | Carregueu una nova foto d'aquest monument |
| Can Perarnau, o Can Pere Arnau              | BCIL 2014    | Obra popular XV-XVII, XX                     | Riells i Viabrea                                                      | 41° 46′ 54″ N, 2° 30′ 19″ E / 41.78161°N,2.50539°E      | IPA-26962 | Carregueu una nova foto d'aquest monument |
| Can Pelegrí                                 | BCIL 2014    | Obra popular XV-XVIII, XX                    | Riells i Viabrea                                                      | 41° 46′ 43″ N, 2° 30′ 40″ E / 41.77869°N,2.51115°E      | IPA-26963 | Can Pelegrí (Riells i Viabrea) · Vegeu més fotos d'aquest monument · Carregueu una nova foto d'aquest monument                                 |
| Can Fortuny de Dalt                         | BCIL 2014    | Obra popular XVIII, XIX                      | Riells i Viabrea                                                      | 41° 46′ 23″ N, 2° 31′ 07″ E / 41.77299°N,2.51866°E      | IPA-26964 | Carregueu una nova foto d'aquest monument |
| Can Marlet, o Molí de Can Marlet            | BCIL 2014    | Obra popular XVI, XX                         | Riells i Viabrea                                                      | 41° 46′ 48″ N, 2° 30′ 43″ E / 41.77989°N,2.51207°E      | IPA-26965 | Carregueu una nova foto d'aquest monument |
| Església parroquial de Sant Martí de Riells | BCIL 2014    | Romànic XII, XV, XVII, XX                    | Riells i Viabrea Pl. de l'Església                                    | 41° 46′ 35″ N, 2° 30′ 45″ E / 41.77648°N,2.51257°E      | IPA-26968 | Església parroquial de Sant Martí de Riells (Riells i Viabrea) · Vegeu més fotos d'aquest monument · Carregueu una nova foto d'aquest monument |
| Can Joia                                    | BCIL 2014    | Obra popular XVI-XIX                         | Riells i Viabrea                                                      | 41° 46′ 37″ N, 2° 30′ 56″ E / 41.77699°N,2.51553°E      | IPA-26969 | Carregueu una nova foto d'aquest monument |
| Creu Monumental                             | BCIL 2014    | Historicisme neoromànic XX                   | Riells i Viabrea Pl. de l'Església                                    | 41° 46′ 36″ N, 2° 30′ 44″ E / 41.77677°N,2.51224°E      | IPA-32522 | Creu Monumental (Riells i Viabrea) · Vegeu més fotos d'aquest monument · Carregueu una nova foto d'aquest monument                             |
| Ca l'Amat                                   | BCIL 2014    | Obra popular XVIII                           | Riells i Viabrea                                                      | 41° 46′ 00″ N, 2° 30′ 14″ E / 41.76679°N,2.50386°E      | IPA-32523 | Carregueu una nova foto d'aquest monument |
| Can Tordera                                 | BCIL 2014    | Obra popular XV, XIX                         | Riells i Viabrea                                                      | 41° 46′ 08″ N, 2° 31′ 28″ E / 41.76887°N,2.52457°E      | IPA-32524 | Carregueu una nova foto d'aquest monument |
| Can Plana                                   | BCIL 2014    | Obra popular, historicisme neogòtic XVI, XIX | Riells i Viabrea                                                      | 41° 44′ 59″ N, 2° 30′ 55″ E / 41.7498°N,2.51539°E       | IPA-32525 | Can Plana (Riells i Viabrea) · Vegeu més fotos d'aquest monument · Carregueu una nova foto d'aquest monument                                   |
| Forn de Can Plana                           | BCIL 2014    | Obra popular XIX                             | Riells i Viabrea Can Plana                                            | 41° 44′ 53″ N, 2° 30′ 58″ E / 41.74808°N,2.5161°E       | IPA-32526 | Carregueu una nova foto d'aquest monument |
| Molí d'en Bosch                             |              | Obra popular XIX                             | Riells i Viabrea Ctra. Breda-Riells, trencall esquerre abans Can Bosc | 41° 45′ 21″ N, 2° 32′ 45″ E / 41.75595°N,2.54575°E      | IPA-33542 | Molí d'en Bosch (Riells i Viabrea) · Vegeu més fotos d'aquest monument · Carregueu una nova foto d'aquest monument                             |
| Casa Nova de Can Plana                      | BCIL 2009    | XVIII                                        | Riells i Viabrea C. Esquirols                                         | 41° 43′ 39″ N, 2° 32′ 33″ E / 41.727542°N,2.542478°E    | IPA-37870 | Carregueu una nova foto d'aquest monument |
| Pou de glaç de n'Hosta                      |              | Obra popular XIX                             | Riells i Viabrea                                                      |                                                         | IPA-43464 | Carregueu una nova foto d'aquest monument |
| Nau industrial Rocalba                      | BCIL 2014    | Obra popular XX                              | Riells i Viabrea Ctra. GIV-5523 direcció Hostalric-Girona             | 41° 43′ 35″ N, 2° 34′ 15″ E / 41.7264406°N,2.57093417°E | IPA-45928 | Carregueu una nova foto d'aquest monument |
| Molí d'en Joia                              | BCIL 2014    | Obra popular XVIII                           | Riells i Viabrea Ctra. de Breda a Riells, finca Can Joia              | 41° 46′ 33″ N, 2° 30′ 56″ E / 41.775931°N,2.515484°E    | IPA-45929 | Carregueu una nova foto d'aquest monument |
| Xemeneia de la Plemen                       | BCIL 2014    | Obra popular XX                              | Riells i Viabrea Ctra. C-35 km 64                                     |                                                         | IPA-45933 | Carregueu una nova foto d'aquest monument |
| Can Joanet, antic hostal                    | BCIL 2014    | Obra popular XVIII                           | Riells i Viabrea Camí de Riells a Gualba                              |                                                         | IPA-45934 | Carregueu una nova foto d'aquest monument |

## Riudarenes
Vegeu la llista de monuments de Riudarenes

## Riudellots de la Selva
| Monument                                           | Protecció    | Estil/època                             | Localització                                                       | Coordenades                                          | Codi?         | Imatge |
| -------------------------------------------------- | ------------ | --------------------------------------- | ------------------------------------------------------------------ | ---------------------------------------------------- | ------------- | --- |
| Torre Ponça                                        | BCIN 1375-MH | Obra popular XVI                        | Riudellots de la Selva Veïnat de Torreponça                        | 41° 52′ 44″ N, 2° 48′ 07″ E / 41.878890°N,2.801817°E | RI-51-0006054 | Torre Ponça (Riudellots de la Selva) · Vegeu més fotos d'aquest monument · Carregueu una nova foto d'aquest monument                           |
| Casa al carrer Petit, 3                            |              | Obra popular XVI, XX                    | Riudellots de la Selva C. Petit, 3                                 | 41° 53′ 34″ N, 2° 48′ 11″ E / 41.89269°N,2.80317°E   | IPA-31074     | Casa al carrer Petit, 3 (Riudellots de la Selva) · Vegeu més fotos d'aquest monument · Carregueu una nova foto d'aquest monument               |
| Església de Sant Esteve de Riudellots              |              | Gòtic XVI                               | Riudellots de la Selva Pl. de l'Església                           | 41° 53′ 34″ N, 2° 48′ 13″ E / 41.89267°N,2.80371°E   | IPA-31075     | Església de Sant Esteve de Riudellots (Riudellots de la Selva) · Vegeu més fotos d'aquest monument · Carregueu una nova foto d'aquest monument |
| Can Fàbregas                                       |              | Obra popular XIX, XX                    | Riudellots de la Selva C. Major, 1                                 | 41° 53′ 34″ N, 2° 48′ 08″ E / 41.89281°N,2.80228°E   | IPA-31076     | Can Fàbregas (Riudellots de la Selva) · Vegeu més fotos d'aquest monument · Carregueu una nova foto d'aquest monument                          |
| Can Masgrau                                        |              | Obra popular XVI                        | Riudellots de la Selva                                             | 41° 53′ 54″ N, 2° 48′ 17″ E / 41.89822°N,2.80468°E   | IPA-31092     | Can Masgrau (Riudellots de la Selva) · Vegeu més fotos d'aquest monument · Carregueu una nova foto d'aquest monument                           |
| Rectoria de Riudellots                             |              | Obra popular XVII, XVIII                | Riudellots de la Selva C. Major, 10-12                             | 41° 53′ 34″ N, 2° 48′ 10″ E / 41.89271°N,2.80289°E   | IPA-31093     | Rectoria de Riudellots (Riudellots de la Selva) · Vegeu més fotos d'aquest monument · Carregueu una nova foto d'aquest monument                |
| Can Bohils                                         |              | Obra popular XVII, XX                   | Riudellots de la Selva                                             | 41° 53′ 17″ N, 2° 46′ 30″ E / 41.88807°N,2.77496°E   | IPA-31096     | Carregueu una nova foto d'aquest monument |
| Can Calderó Nou                                    |              | Obra popular XIX                        | Riudellots de la Selva                                             | 41° 53′ 11″ N, 2° 47′ 24″ E / 41.88645°N,2.79001°E   | IPA-31098     | Can Calderó Nou (Riudellots de la Selva) · Vegeu més fotos d'aquest monument · Carregueu una nova foto d'aquest monument                       |
| Can Mai                                            |              | Obra popular, gòtic tardà XV, XVI, XX   | Riudellots de la Selva Pl. de l'Església, 6                        | 41° 53′ 33″ N, 2° 48′ 12″ E / 41.89244°N,2.80343°E   | IPA-31107     | Can Mai (Riudellots de la Selva) · Vegeu més fotos d'aquest monument · Carregueu una nova foto d'aquest monument                               |
| Ca l'Arbosser                                      |              | Obra popular XVI                        | Riudellots de la Selva                                             | 41° 54′ 27″ N, 2° 47′ 19″ E / 41.90763°N,2.78849°E   | IPA-31111     | Carregueu una nova foto d'aquest monument |
| Antiga Casa Consistorial de Riudellots de la Selva | BCIL 2007    | Obra popular                            | Riudellots de la Selva C. Major, 19                                | 41° 53′ 35″ N, 2° 48′ 11″ E / 41.893033°N,2.803112°E | IPA-36303     | Antiga Casa Consistorial de Riudellots de la Selva · Vegeu més fotos d'aquest monument · Carregueu una nova foto d'aquest monument             |
| Mas Joals                                          |              | Obra popular XVI, XX                    | Riudellots de la Selva Urbanització Mas Joals                      | 41° 54′ 01″ N, 2° 48′ 18″ E / 41.90029°N,2.80506°E   | IPA-31080     | Carregueu una nova foto d'aquest monument |
| Can Calderó Vell                                   |              | Obra popular XV, XVIII                  | Riudellots de la Selva Veïnat de Can Calderó                       | 41° 53′ 07″ N, 2° 47′ 27″ E / 41.88532°N,2.79078°E   | IPA-31099     | Can Calderó Vell (Riudellots de la Selva) · Vegeu més fotos d'aquest monument · Carregueu una nova foto d'aquest monument                      |
| Mas Ciurana, o Ca n'Aymerich                       |              | Obra popular, gòtic tardà XVI, XX       | Riudellots de la Selva Veïnat de Torre Ponça                       | 41° 53′ 03″ N, 2° 48′ 40″ E / 41.8843°N,2.81099°E    | IPA-31077     | Carregueu una nova foto d'aquest monument |
| Can Bellaguarda                                    |              | Obra popular XVII                       | Riudellots de la Selva Veïnat de Can Buixó                         | 41° 53′ 39″ N, 2° 47′ 57″ E / 41.89406°N,2.79926°E   | IPA-31104     | Carregueu una nova foto d'aquest monument |
| Mas Vidal                                          |              | Obra popular XVI, XX                    | Riudellots de la Selva Veïnat de Can Buixó                         | 41° 53′ 45″ N, 2° 47′ 54″ E / 41.89583°N,2.79842°E   | IPA-31113     | Carregueu una nova foto d'aquest monument |
| Mas Prats                                          |              | Obra popular XVI, XX                    | Riudellots de la Selva Veïnat de Can Buixó                         | 41° 54′ 02″ N, 2° 47′ 38″ E / 41.9005°N,2.79395°E    | IPA-31114     | Carregueu una nova foto d'aquest monument |
| Mas Rufí                                           |              | Obra popular XVII                       | Riudellots de la Selva Veïnat de Can Calderó                       | 41° 53′ 10″ N, 2° 47′ 33″ E / 41.88621°N,2.79258°E   | IPA-31097     | Carregueu una nova foto d'aquest monument |
| Can Mestres                                        |              | Obra popular, gòtic tardà XVI           | Riudellots de la Selva Veïnat de Can Calderó                       | 41° 53′ 25″ N, 2° 47′ 25″ E / 41.89029°N,2.79025°E   | IPA-31112     | Carregueu una nova foto d'aquest monument |
| Estació de Riudellots                              |              | Obra popular, eclecticisme XX           | Riudellots de la Selva Veïnat de l'Estació                         | 41° 53′ 46″ N, 2° 48′ 42″ E / 41.89618°N,2.81159°E   | IPA-31108     | Estació de Riudellots (Riudellots de la Selva) · Vegeu més fotos d'aquest monument · Carregueu una nova foto d'aquest monument                 |
| Mas Serra                                          |              | Obra popular XVI                        | Riudellots de la Selva Veïnat de l'Estació                         | 41° 53′ 39″ N, 2° 48′ 25″ E / 41.89429°N,2.80688°E   | IPA-31118     | Carregueu una nova foto d'aquest monument |
| Mas Provençal, o Mas Provensal                     |              | Obra popular XVII, XX                   | Riudellots de la Selva Veïnat de l'Hostal Nou                      | 41° 53′ 43″ N, 2° 46′ 49″ E / 41.89536°N,2.78026°E   | IPA-31078     | Carregueu una nova foto d'aquest monument |
| Mas Fàbregas                                       |              | Obra popular XVI, XVII                  | Riudellots de la Selva Veïnat de l'Hostal Nou                      | 41° 53′ 31″ N, 2° 47′ 00″ E / 41.89183°N,2.78346°E   | IPA-31100     | Carregueu una nova foto d'aquest monument |
| L'Hostal Nou                                       |              | Obra popular XV, XVI                    | Riudellots de la Selva Veïnat de l'Hostal Nou                      | 41° 53′ 51″ N, 2° 47′ 02″ E / 41.89739°N,2.78377°E   | IPA-31117     | L'Hostal Nou (Riudellots de la Selva) · Vegeu més fotos d'aquest monument · Carregueu una nova foto d'aquest monument                          |
| Can Pla                                            |              | Obra popular XVII, XX                   | Riudellots de la Selva Veïnat de la Pequenya                       | 41° 53′ 02″ N, 2° 46′ 38″ E / 41.88388°N,2.77729°E   | IPA-31095     | Carregueu una nova foto d'aquest monument |
| Pont de Riudevila                                  | BCIL 2005    | Obra popular XIII, XVI, XIX             | Riudellots de la Selva Veïnat de la Pequenya, ctra. N-II, km 704,5 | 41° 53′ 04″ N, 2° 46′ 57″ E / 41.88446°N,2.78242°E   | IPA-31106     | Pont de Riudevila (Riudellots de la Selva) · Vegeu més fotos d'aquest monument · Carregueu una nova foto d'aquest monument                     |
| Can Seguer                                         |              | Obra popular XVII                       | Riudellots de la Selva Veïnat de la Pequenya                       | 41° 53′ 17″ N, 2° 46′ 39″ E / 41.88811°N,2.77744°E   | IPA-31109     | Carregueu una nova foto d'aquest monument |
| Mas Morell                                         |              | Obra popular XVI                        | Riudellots de la Selva Veïnat de la Pequenya                       | 41° 53′ 09″ N, 2° 46′ 40″ E / 41.88587°N,2.77765°E   | IPA-31110     | Carregueu una nova foto d'aquest monument |
| Can Morat                                          |              | Obra popular, gòtic-renaixement XVI, XX | Riudellots de la Selva Veïnat de Torre Ponça                       | 41° 53′ 06″ N, 2° 48′ 29″ E / 41.88513°N,2.80809°E   | IPA-31094     | Can Morat (Riudellots de la Selva) · Vegeu més fotos d'aquest monument · Carregueu una nova foto d'aquest monument                             |
| Cal Ros, o Mas Ros Rovirola, Can Batlle            |              | Obra popular XVII, XIX, XX              | Riudellots de la Selva Veïnat del Regàs                            | 41° 54′ 04″ N, 2° 48′ 49″ E / 41.90122°N,2.81366°E   | IPA-31079     | Cal Ros (Riudellots de la Selva) · Vegeu més fotos d'aquest monument · Carregueu una nova foto d'aquest monument                               |
| Mas Galí                                           |              | Obra popular, gòtic tardà XV            | Riudellots de la Selva Veïnat del Regàs                            | 41° 54′ 41″ N, 2° 47′ 55″ E / 41.91135°N,2.79856°E   | IPA-31089     | Carregueu una nova foto d'aquest monument |
| Mas Agnès, o Mas Anes                              |              | Obra popular XVII, XX                   | Riudellots de la Selva Veïnat del Regàs                            | 41° 54′ 32″ N, 2° 48′ 19″ E / 41.9089°N,2.80524°E    | IPA-31090     | Carregueu una nova foto d'aquest monument |
| Mas Riurola                                        |              | Obra popular XVII, XX                   | Riudellots de la Selva Veïnat del Regàs                            | 41° 53′ 58″ N, 2° 48′ 46″ E / 41.89953°N,2.81282°E   | IPA-31091     | Mas Riurola (Riudellots de la Selva) · Vegeu més fotos d'aquest monument · Carregueu una nova foto d'aquest monument                           |
| Mas Vilar, o Mas Vilà                              |              | Obra popular XVI                        | Riudellots de la Selva Av. Mas Vilar, veïnat del Regàs             | 41° 54′ 17″ N, 2° 48′ 36″ E / 41.90471°N,2.80991°E   | IPA-31105     | Carregueu una nova foto d'aquest monument |

## Sant Feliu de Buixalleu
Vegeu la llista de monuments de Sant Feliu de Buixalleu

## Sant Hilari Sacalm
Vegeu la llista de monuments de Sant Hilari Sacalm

## Sant Julià del Llor i Bonmatí
| Monument                                                  | Protecció | Estil/època                                | Localització                                                                       | Coordenades                                        | Codi?     | Imatge |
| --------------------------------------------------------- | --------- | ------------------------------------------ | ---------------------------------------------------------------------------------- | -------------------------------------------------- | --------- | --- |
| Pont de Sant Julià del Llor, Pont Vell                    | BCIL 1998 | Obra popular Medieval, XVIII               | Sant Julià del Llor i Bonmatí C. Vell, trencant de la ctra. Vella d'Amer, km 160,8 | 41° 58′ 16″ N, 2° 37′ 44″ E / 41.97098°N,2.62893°E | IPA-16847 | Pont de Sant Julià del Llor (Sant Julià del Llor i Bonmatí) · Vegeu més fotos d'aquest monument · Carregueu una nova foto d'aquest monument       |
| Ajuntament                                                |           | Obra popular XIX                           | Sant Julià del Llor i Bonmatí Pl. Don Manel Bonmatí                                | 41° 58′ 04″ N, 2° 40′ 13″ E / 41.96791°N,2.67039°E | IPA-30823 | Ajuntament (Sant Julià del Llor i Bonmatí) · Vegeu més fotos d'aquest monument · Carregueu una nova foto d'aquest monument                        |
| Antic Molí de Sant Julià del Llor, o Molí del carrer Vell |           | Obra popular XIII, XVIII, XX               | Sant Julià del Llor i Bonmatí C. Vell                                              | 41° 58′ 12″ N, 2° 37′ 46″ E / 41.96999°N,2.62957°E | IPA-30824 | Antic Molí de Sant Julià del Llor (Sant Julià del Llor i Bonmatí) · Vegeu més fotos d'aquest monument · Carregueu una nova foto d'aquest monument |
| Ca l'Artau                                                |           | Obra popular XVI, XX                       | Sant Julià del Llor i Bonmatí                                                      | 41° 58′ 48″ N, 2° 37′ 48″ E / 41.98006°N,2.63006°E | IPA-30825 | Carregueu una nova foto d'aquest monument |
| Can Casals, o Can Massana                                 |           | Obra popular XX Inici                      | Sant Julià del Llor i Bonmatí Grup Bon Dia                                         | 41° 58′ 12″ N, 2° 40′ 02″ E / 41.97009°N,2.66719°E | IPA-30826 | Carregueu una nova foto d'aquest monument |
| Can Vila                                                  |           | Obra popular XVI                           | Sant Julià del Llor i Bonmatí                                                      | 41° 58′ 06″ N, 2° 38′ 14″ E / 41.96839°N,2.63734°E | IPA-30828 | Carregueu una nova foto d'aquest monument |
| Capella de Sant Pere Màrtir                               |           | Obra popular XIII, XX                      | Sant Julià del Llor i Bonmatí                                                      | 41° 58′ 27″ N, 2° 38′ 17″ E / 41.97425°N,2.63812°E | IPA-30829 | Capella de Sant Pere Màrtir (Sant Julià del Llor i Bonmatí) · Vegeu més fotos d'aquest monument · Carregueu una nova foto d'aquest monument       |
| Carrer Vell                                               |           | Obra popular XVIII, XX, XXI                | Sant Julià del Llor i Bonmatí C. Vell                                              | 41° 58′ 15″ N, 2° 37′ 47″ E / 41.97087°N,2.6297°E  | IPA-30830 | Carrer Vell (Sant Julià del Llor i Bonmatí) · Vegeu més fotos d'aquest monument · Carregueu una nova foto d'aquest monument                       |
| Colònia Bonmatí                                           |           | Obra popular XIX Final                     | Sant Julià del Llor i Bonmatí                                                      | 41° 58′ 02″ N, 2° 40′ 12″ E / 41.96716°N,2.66997°E | IPA-30831 | Colònia Bonmatí (Sant Julià del Llor i Bonmatí) · Vegeu més fotos d'aquest monument · Carregueu una nova foto d'aquest monument                   |
| Ermita de Sant Julià del Llor                             |           | Obra popular, romànic IX, XII, XV, XIX, XX | Sant Julià del Llor i Bonmatí                                                      | 41° 58′ 09″ N, 2° 38′ 52″ E / 41.96911°N,2.64779°E | IPA-30832 | Ermita de Sant Julià del Llor (Sant Julià del Llor i Bonmatí) · Vegeu més fotos d'aquest monument · Carregueu una nova foto d'aquest monument     |
| La Rovira                                                 |           | Obra popular XV                            | Sant Julià del Llor i Bonmatí                                                      | 41° 58′ 18″ N, 2° 39′ 10″ E / 41.97154°N,2.6527°E  | IPA-30833 | Carregueu una nova foto d'aquest monument |
| Mas Bonmatí                                               |           | Historicisme XIX                           | Sant Julià del Llor i Bonmatí                                                      | 41° 58′ 00″ N, 2° 40′ 07″ E / 41.96676°N,2.6687°E  | IPA-30834 | Carregueu una nova foto d'aquest monument |
| Molí de Llor                                              |           | Obra popular XIII                          | Sant Julià del Llor i Bonmatí                                                      | 41° 58′ 01″ N, 2° 40′ 09″ E / 41.96698°N,2.66929°E | IPA-30835 | Carregueu una nova foto d'aquest monument |

## Santa Coloma de Farners
Vegeu la llista de monuments de Santa Coloma de Farners

## Sils
| Monument                                  | Protecció | Estil/època                            | Localització                          | Coordenades                                        | Codi?     | Imatge |
| ----------------------------------------- | --------- | -------------------------------------- | ------------------------------------- | -------------------------------------------------- | --------- | --- |
| Can Querós o Can Carós                    |           | Obra popular XVIII, XIX                | Sils Vallcanera                       | 41° 49′ 34″ N, 2° 44′ 20″ E / 41.82603°N,2.73893°E | IPA-23930 | Carregueu una nova foto d'aquest monument                                                                                      |
| Hostal la Granota                         |           | Obra popular XVII, XX                  | Sils Veïnat de la Granota             | 41° 48′ 30″ N, 2° 45′ 53″ E / 41.80830°N,2.76466°E | IPA-23935 | Carregueu una nova foto d'aquest monument                                                                                      |
| Can Poll o Can Poll Metge                 |           | Obra popular XIX                       | Sils Pl. de St. Marc                  | 41° 48′ 22″ N, 2° 44′ 35″ E / 41.806°N,2.74314°E   | IPA-23939 | Can Poll (Sils) · Vegeu més fotos d'aquest monument · Carregueu una nova foto d'aquest monument                                |
| Can Mollera, Can Cuyas o Manso Sant Jordi |           | Obra popular XVI, XVIII, XX            | Sils Vallcanera                       | 41° 49′ 50″ N, 2° 44′ 04″ E / 41.83044°N,2.73451°E | IPA-23943 | Carregueu una nova foto d'aquest monument                                                                                      |
| Can Xelica                                |           | Obra popular                           | Sils Vallcanera                       | 41° 49′ 56″ N, 2° 44′ 10″ E / 41.83217°N,2.7361°E  | IPA-23944 | Carregueu una nova foto d'aquest monument                                                                                      |
| Església de Santa Maria de Sils           |           | Barroc, neoclassicisme XVIII, XX       | Sils C. de l'Estany - pl. de St. Marc | 41° 48′ 21″ N, 2° 44′ 34″ E / 41.80584°N,2.7429°E  | IPA-31121 | Església de Santa Maria de Sils · Vegeu més fotos d'aquest monument · Carregueu una nova foto d'aquest monument                |
| Església de Santa Eulàlia de Vallcanera   |           | Barroc, neoclassicisme X, XVIII        | Sils Pl. de l'Església                | 41° 50′ 26″ N, 2° 44′ 17″ E / 41.84049°N,2.73806°E | IPA-31122 | Església de Santa Eulàlia de Vallcanera (Sils) · Vegeu més fotos d'aquest monument · Carregueu una nova foto d'aquest monument |
| Can Brun                                  |           | Obra popular XVI, XIX                  | Sils Veïnat de Massabé                | 41° 48′ 12″ N, 2° 43′ 11″ E / 41.80338°N,2.71963°E | IPA-31124 | Carregueu una nova foto d'aquest monument                                                                                      |
| Can Carbonell                             |           | Obra popular XV                        | Sils Vallcanera                       | 41° 50′ 31″ N, 2° 44′ 29″ E / 41.84203°N,2.74125°E | IPA-31125 | Carregueu una nova foto d'aquest monument                                                                                      |
| Can Genari o Ca l'Alzinelles              |           | Obra popular XV, XVI                   | Sils C. de l'Estany, 33               | 41° 48′ 20″ N, 2° 44′ 36″ E / 41.80564°N,2.74324°E | IPA-31126 | Can Genari (Sils) · Vegeu més fotos d'aquest monument · Carregueu una nova foto d'aquest monument                              |
| Can Gorg                                  |           | Obra popular XVI, XVII                 | Sils                                  | 41° 48′ 36″ N, 2° 43′ 29″ E / 41.80995°N,2.72483°E | IPA-31127 | Can Gorg (Sils) · Vegeu més fotos d'aquest monument · Carregueu una nova foto d'aquest monument                                |
| Can Brugués                               |           | Obra popular XVI, XX                   | Sils C. Mallorquines                  | 41° 49′ 15″ N, 2° 44′ 14″ E / 41.82079°N,2.73719°E | IPA-31128 | Carregueu una nova foto d'aquest monument                                                                                      |
| Can Massabé o Can Ceber                   |           | Obra popular XVII                      | Sils Veïnat de Massabé                | 41° 48′ 05″ N, 2° 42′ 58″ E / 41.80129°N,2.7161°E  | IPA-31129 | Carregueu una nova foto d'aquest monument                                                                                      |
| Can Matamala                              |           | Obra popular XV, XX                    | Sils Veïnat de la Granota             | 41° 48′ 04″ N, 2° 45′ 32″ E / 41.80119°N,2.75878°E | IPA-31130 | Carregueu una nova foto d'aquest monument                                                                                      |
| Can Mònica                                |           | Obra popular XVI                       | Sils Veïnat de la Barceloneta         | 41° 49′ 00″ N, 2° 45′ 16″ E / 41.81678°N,2.75434°E | IPA-31131 | Carregueu una nova foto d'aquest monument                                                                                      |
| Can Severí, Mas Sabrí o Mas Alzinelles    |           | XVI                                    | Sils Veïnat de Massabé                | 41° 48′ 22″ N, 2° 44′ 07″ E / 41.80605°N,2.73531°E | IPA-31140 | Carregueu una nova foto d'aquest monument                                                                                      |
| Can Vidal                                 |           | Obra popular XVII, XX                  | Sils Veïnat de la Granota             | 41° 48′ 17″ N, 2° 45′ 47″ E / 41.80471°N,2.76302°E | IPA-31141 | Carregueu una nova foto d'aquest monument                                                                                      |
| Estació de trens de Sils                  |           | Eclecticisme XIX, XX                   | Sils Pl. de l'Estació                 | 41° 48′ 27″ N, 2° 44′ 42″ E / 41.80756°N,2.74499°E | IPA-31142 | Estació de trens de Sils · Vegeu més fotos d'aquest monument · Carregueu una nova foto d'aquest monument                       |
| Forn de vidre                             |           | Obra popular XIX                       | Sils Vallcanera                       | 41° 51′ 43″ N, 2° 43′ 33″ E / 41.86199°N,2.72576°E | IPA-31143 | Forn de vidre (Sils) · Vegeu més fotos d'aquest monument · Carregueu una nova foto d'aquest monument                           |
| Casa Busquets                             |           | Obra popular, eclecticisme XV, XIX, XX | Sils Vallcanera                       | 41° 51′ 28″ N, 2° 42′ 48″ E / 41.85778°N,2.71333°E | IPA-31144 | Casa Busquets (Sils) · Vegeu més fotos d'aquest monument · Carregueu una nova foto d'aquest monument                           |
| Antiga Escola de Vallcanera               |           | Eclecticisme XX                        | Sils Vallcanera                       | 41° 50′ 20″ N, 2° 44′ 14″ E / 41.83876°N,2.73729°E | IPA-31145 | Antiga Escola de Vallcanera (Sils) · Vegeu més fotos d'aquest monument · Carregueu una nova foto d'aquest monument             |
| Pont de Vallcanera                        |           | Romànic XIII                           | Sils Vallcanera                       | 41° 49′ 40″ N, 2° 44′ 40″ E / 41.82771°N,2.74439°E | IPA-32527 | Pont de Vallcanera (Sils) · Vegeu més fotos d'aquest monument · Carregueu una nova foto d'aquest monument                      |

## Susqueda
| Monument                                                                            | Protecció    | Estil/època                              | Localització                | Coordenades                                          | Codi?         | Imatge |
| ----------------------------------------------------------------------------------- | ------------ | ---------------------------------------- | --------------------------- | ---------------------------------------------------- | ------------- | --- |
| Castell de Fornils, o Castell del Roure, Castell de Sant Pau, Castell de les Gleies | BCIN 1586-MH | Romànic XI                               | Susqueda                    | 42° 01′ 13″ N, 2° 30′ 54″ E / 42.020186°N,2.514892°E | RI-51-0006119 | Castell de Fornils (Susqueda) · Vegeu més fotos d'aquest monument · Carregueu una nova foto d'aquest monument                 |
| La Codolosa                                                                         |              | Obra popular XVII, XVIII, XIX, XXI Inici | Susqueda                    | 42° 02′ 35″ N, 2° 30′ 01″ E / 42.04318°N,2.50023°E   | IPA-23946     | Carregueu una nova foto d'aquest monument                                                                                     |
| Les Gleies, o Mas Esglésies o Ecclesiis                                             |              | Obra popular XII                         | Susqueda                    | 42° 01′ 16″ N, 2° 30′ 34″ E / 42.02109°N,2.50931°E   | IPA-33430     | Carregueu una nova foto d'aquest monument                                                                                     |
| Molí del Roure                                                                      |              | Obra popular XIX                         | Susqueda                    | 42° 01′ 27″ N, 2° 30′ 41″ E / 42.02409°N,2.51132°E   | IPA-33432     | Carregueu una nova foto d'aquest monument                                                                                     |
| La Triola                                                                           |              | Obra popular XII, XVI, XIX, XXI Inici    | Susqueda                    | 42° 01′ 23″ N, 2° 31′ 06″ E / 42.02316°N,2.51847°E   | IPA-33433     | Carregueu una nova foto d'aquest monument                                                                                     |
| Capella de Sant Pau de Fornils, o Sant Pau de la Coma                               |              | Obra popular XIII                        | Susqueda                    | 42° 00′ 58″ N, 2° 31′ 10″ E / 42.01602°N,2.51937°E   | IPA-33434     | Capella de Sant Pau de Fornils (Susqueda) · Vegeu més fotos d'aquest monument · Carregueu una nova foto d'aquest monument     |
| La Bruguera                                                                         |              | Obra popular XVIII, XIX, XX, XXI Inici   | Susqueda                    | 42° 00′ 07″ N, 2° 32′ 02″ E / 42.00204°N,2.53391°E   | IPA-33435     | Carregueu una nova foto d'aquest monument                                                                                     |
| Can Teixidor                                                                        |              | Obra popular XIX Inici, XIX Final        | Susqueda                    | 42° 00′ 51″ N, 2° 32′ 53″ E / 42.01413°N,2.54818°E   | IPA-33436     | Can Teixidor (Susqueda) · Vegeu més fotos d'aquest monument · Carregueu una nova foto d'aquest monument                       |
| Can Batista                                                                         |              | Obra popular XVIII                       | Susqueda                    | 42° 00′ 50″ N, 2° 32′ 54″ E / 42.01383°N,2.54824°E   | IPA-33437     | Can Batista (Susqueda) · Vegeu més fotos d'aquest monument · Carregueu una nova foto d'aquest monument                        |
| El Quer                                                                             |              | Obra popular XVIII                       | Susqueda                    | 41° 58′ 28″ N, 2° 29′ 21″ E / 41.97431°N,2.48925°E   | IPA-33438     | Carregueu una nova foto d'aquest monument                                                                                     |
| El Roure                                                                            |              | Obra popular XVII, XIX                   | Susqueda                    | 42° 01′ 28″ N, 2° 30′ 45″ E / 42.02451°N,2.51253°E   | IPA-33439     | Carregueu una nova foto d'aquest monument                                                                                     |
| Mas Puig de Rajols                                                                  |              | Obra popular XVIII                       | Susqueda                    | 41° 59′ 34″ N, 2° 29′ 23″ E / 41.99276°N,2.48982°E   | IPA-33440     | Carregueu una nova foto d'aquest monument                                                                                     |
| Pont de Sallent                                                                     |              | Obra popular XV                          | Susqueda Sota l'embassament | 41° 58′ 53″ N, 2° 31′ 16″ E / 41.98151°N,2.52115°E   | IPA-33441     | Carregueu una nova foto d'aquest monument                                                                                     |
| Pont de Susqueda, o Pont del Ter, Pont del Diable                                   |              | Obra popular XV                          | Susqueda                    | 41° 58′ 42″ N, 2° 31′ 17″ E / 41.97822°N,2.52141°E   | IPA-33442     | Carregueu una nova foto d'aquest monument                                                                                     |
| Sant Pere de Fornils, o Sant Pere de les Gleies                                     |              | Obra popular Medieval                    | Susqueda                    | 42° 01′ 13″ N, 2° 30′ 35″ E / 42.02021°N,2.5097°E    | IPA-33444     | Carregueu una nova foto d'aquest monument                                                                                     |
| Santa Anna del Grau, o Santa Anna del Mont                                          |              | Obra popular XVII, XIX, XX               | Susqueda                    | 42° 01′ 36″ N, 2° 32′ 01″ E / 42.02669°N,2.53349°E   | IPA-33445     | Santa Anna del Grau (Susqueda) · Vegeu més fotos d'aquest monument · Carregueu una nova foto d'aquest monument                |
| Església de Sant Martí Sacalm, o Sant Martí de Cantallops                           | BCIL 2012    | Obra popular XII, XVIII                  | Susqueda                    | 42° 00′ 52″ N, 2° 32′ 40″ E / 42.01455°N,2.54455°E   | IPA-33446     | Església de Sant Martí Sacalm (Susqueda) · Vegeu més fotos d'aquest monument · Carregueu una nova foto d'aquest monument      |
| Santuari de la Mare de Déu del Far                                                  |              | Obra popular XIII, XV, XVII, XX          | Susqueda                    | 42° 01′ 16″ N, 2° 32′ 12″ E / 42.0211°N,2.53657°E    | IPA-33447     | Santuari de la Mare de Déu del Far (Susqueda) · Vegeu més fotos d'aquest monument · Carregueu una nova foto d'aquest monument |

## Tossa de Mar
Vegeu la llista de monuments de Tossa de Mar

## Vidreres
Vegeu la llista de monuments de Vidreres

## Vilobí d'Onyar
Vegeu la llista de monuments de Vilobí d'Onyar